# Studenternes Juleindsamling
|  | Denne artikel er oprettet af botten PalnaBot ud fra en ekstern database. Den kan derfor have sproglige fejl eller mangler. Denne skabelon kan fjernes efter kontrol af indholdet. |

Studenternes Juleindsamling er en film med ukendt instruktør.

## Handling
Velgørenhed. Indsamlinger. "Alle bør støtte Studenternes og Ensomme Gamles Værns Juleindsamling". Portræt af gammel mand. Ældre mennesker forsamlet omkring et kaffebord i det fri. Gode typer. Studenter kommer ud af Bygning bærende på indsamlingsbøsser. På trækvogne kører studenter de tomme bøsser til forskellige indsamlingssteder. Ældreforsorg.